# Каллахан (округ)
Округ Каллахан (англ. Callahan county) — округ штата Техас Соединённых Штатов Америки. На 2000 год в нем проживало 12 905 человек. По оценке бюро переписи населения США в 2008 году население округа составляло 13 533 человек. Окружным центром является город Бэрд.

## История
Округ Каллахан был сформирован в 1877 году из участков округов Бэр, Боске и Травис. Он был назван в честь Джеймса Хьюса Каллахана, солдата техасской революционной войны.

## География
По данным бюро переписи населения США площадь округа Каллахан составляет 2334 км², из которых 2327 км² — суша, а 7 км² — водная поверхность (0,29 %).